# Урзула Френклин
Урзула Матијус Френклин (Минхен, 16. септембар 1921 — Торонто, 22. јул 2016) била је немачко—канадски металург, физичар, аутор и наставник на универзитету у Торонту, где је предавала дуже од четрдесет година.

## Живот
Урзула Марија Мартијус рођена је у Минхену, Немачка, 16. септембра 1921. године. Њена мајка је била јеврејка и историчарка уметности, а њен отац етнограф и потицао је из старе немачке протестантске породице. Због нацистичког прогона јевреја њени родитељи покушали су да пошаљу њихово једино дете у школу у Британији када је избио Други светски рат, али британци су одбили издати студентску визу свима млађим од 18 година. Урзула је студирала хемију и физику на Берлинском универзитету, све док је нису протерали нацисти. Њени родитељи су били интернирани у концентрационе логоре, док је она послата у логор на присилни рад где је поправљала бомбардоване зграде. Породица је преживела холокауст и поново се окупила у Берлину након рата.

## Каријера
Урзула се одлучила за науку јер је ишла у школу у време када је проучавање историје цензурисано. "Сећам се правог субверзивног задовољства," рекла је једном интервјуу много година касније, "да нема речи ауторитета која би могла променити или законе физике, или понашање математике.
1948. је докторирала експерименталну физику на Техничком универзитету у Берлину.  Почела је тражити могућности да напусти Немачку након што је схватила да нема места за некога ко се темељно противи милитаризму и опресији. Преселила се у Канаду након што јој је 1949. понуђена постдокторска стипендија на Универзитету у Торонту. Затим је радила 15 година (од 1952. до 1967) прво као научни сарадник, а затим као виши научник у Истраживачкој фондацији Онтарио.
1967. постала је ванредни професор на одељењу за металургију и науку о материјалима универзитета у Торонту, а унапређена је у редовног професора 1973. године, а звање универзитетског професора јој је додељено 1984. године, чиме је постала прва жена професорка која је добила највећу част универзитета.
Од 1987. до 1989. године била је директорка музејског програма универзитета.

## Истраживачки рад
Била је пионир у области археометрије, која примењује савремене анализе материјала на археологију. Радила је, на пример, на датирању праисторијских артефаката од бронзе, бакра и керамике.
Њена експертиза такође је била од значаја за датирање стакла, водила је студију о остацима плавих стаклених куглица у Северној Америци које су остале од раних трговинских односа између америчких индијанских племена и Европе.
Као члан научног савета Канаде током 1970-их, Урзула је председавала утицајном студијом о очувању ресурса и заштити природе. Извештај студије из 1977. године, Канада као друштво конзерватора, препоручила је широк спектар корака који имају за циљ смањивање расипне потрошње и пропадање животне средине које иде уз то. Рад на тој студији помогао јој је у обликовању идеја о сложености модерног технолошког друштва.
Током 1980-их, учествовала је у организованој кампањи да би изборило право приговора савести да део свог пореза на доходак преусмере из војне употребе у мирољубиве сврхе. Њен рад из 1987. године, написан у прилог кампањи, тврдио је да би требало признати право на одбијање војног рока на основу савести и да се укључи и право на одбијање плаћања пореза за ратне припреме.

## Писана дела
Аутор је књиге Реални свет технологије која је заснована на њеним предавањима из 1989. године. Такође избацила је и збирку њених радова, интервјуа и разговора под називом Урзула Френклин читалац: Пацифизам као мапа, као и Урзула Френклин говори: Мисли и размишљања, који садрже 22 њена говора и пет интервјуа између 1986. и 2012. године.
У уводу своје збирке радова, интервјуа и разговора из 2006. године објашњава да је њен доживотни интерес за структуре, за оно што она назива „распоред и међусобна деоба делова у целини“, био у основи већине њених активности. Осврћући се назад 40 година, додаје: 
Видим како сам се покушала борити са само једним основним питањем:„ Како се може живети и радити као пацифиста овде и сада и помоћи у структурирању друштва у коме ће се угњетавање, насиље и ратови умањити, а сарадња, једнакост и правда ће расти?

У њеним говорима осврнула се и на феминизам који је за њу имао потпуно ново гледиште: 
Феминизам није агенција за запошљавање жена, то је алтернативни начин уређивања друштвеног простора, у којем су жене прототип, а не мушкарци. Заснива се на сарадњи, а не на конкуренцији.

## Награде и признања
Она је током дуге каријере добила бројне награде и почасти. Године 1984. постала је прва жена на универзитету у Торонту која је именована за универзитетског професора, титула која је највећа част коју универзитет додељује. Добила је почасно чланство у Делта Капа Гама друштву, затим меморијално признање за допринос образовању, науци и технологији, а 1989. године добила је награду која препознаје канађане који су дали значајан допринос разумевању људских димензија науке и технологије. Године 1991. добија и награду за унапређење равноправности девојака и жена у Канади. Године 2001. је добила Пирсонову медаљу за мир за свој рад на пољу људских права. Поред многобројних других признања добила је почасне дипломе са више десетина канадских универзитета.

## Додатна литeратура
- Beniger, James R. (1986). The Control Revolution: Technological and Economic Origins of the Information Society. Cambridge: Harvard University Press. ISBN 0-674-16986-7.
- Boulding, Kenneth E (1969). The Image: Knowledge in Life and Society. Ann Arbor: The University of Michigan Press. OCLC 298988.
- Ellul, Jacques (1981). Perspectives on Our Age. Toronto: Canadian Broadcasting Corporation. ISBN 0-88794-095-1.
- Ellul, Jacques (1980). The Technological System. New York: The Continuum Publishing Corporation. ISBN 0-8164-9007-4.
- Giedion, Siegfried (1969). Mechanization Takes Command: A Contribution to Anonymous History. New York: W. W. Norton & Company Inc. OCLC 2356796.
- Grant, George (1969). Technology and Empire: Perspectives on North America. Toronto: House of Anansi Press Limited. ISBN 0-88784-605-X.
- Grant, George (1986). Technology and Justice. Toronto: House of Anansi Press Limited. ISBN 0-88784-152-X.
- Jacobs, Jane (1992). Systems of Survival: A Dialogue on the Moral Foundations of Commerce and Politics. New York: Random House. ISBN 0-394-55079-X.
- Mathur, Piyush (2017). Technological Forms and Ecological Communication:  A Theoretical Heuristic. Lanham, Maryland: Lexington Books. ISBN 978-1-4985-2047-8.
- Menzies, Heather (1989). Fast Forward and Out of Control: How Technology is Changing Your Life. Toronto: Macmillan of Canada. ISBN 0-7715-9910-2.
- Menzies, Heather (1996). Whose Brave New World? The Information Highway and the New Economy. Toronto: Between the Lines. ISBN 1-896357-02-4.
- Mumford, Lewis (1934). Technics and Civilization. New York: Harcourt, Brace and Co. OCLC 560667.
- Mumford, Lewis (1967). The Myth of the Machine: Technics and Human Development. New York: Harcourt, Brace & World, Inc. OCLC 424751.
- Noble, David F. (1995). Progress Without People: New Technology, Unemployment and the Message of Resistance. Toronto: Between the Lines. ISBN 1-896357-00-8.
- Polanyi, Karl (1957). The Great Transformation: The Political and Economic Origins of Our Time. Boston: Beacon Press. OCLC 173165.
- Postman, Neil (1993). Technopoly: The Surrender of Culture to Technology. New York: Vintage Books. ISBN 0-679-74540-8.
- Rose, Ellen. Speaking Truth to Power in New Brunswick: A Review-Essay of the Ursula Franklin Reader: Pacifism as a Map. Antigonish Review, # 151, p. 119. October 1, 2007. ISSN 0003-5661
- Schumacher, E. F. (1974). Small is Beautiful: A Study of Economics As If People Mattered. London: ABACUS ed. ISBN 0-349-13137-6.
- Shiva, Vandana (1993). Monocultures of the Mind: Perspectives on Biodiversity and Biotechnology. London and New Jersey: Zed Books Limited. ISBN 1-85649-218-4.